# Pekunden (Kutowinangun)
Pekunden is een bestuurslaag in het regentschap Kebumen van de provincie Midden-Java, Indonesië. Pekunden telt 1527 inwoners (volkstelling 2010).